# BLS International
BLS International est une entreprise fondée en 2005 et basée à New Delhi spécialisée dans la fourniture de services de visa, passeport, consulaires et de citoyenneté. Elle opère dans plus de 66 pays répartis sur cinq continents.

## Histoire

### 2005-2010
Fondée en 2005 à New Delhi, BLS International a commencé par un contrat avec l'ambassade du Portugal pour la gestion des demandes de visas. De 2006 à 2010, l'entreprise a élargi son offre en prenant en charge le traitement des visas pour plusieurs ambassades européennes, y compris celles d'Autriche, de Belgique, de Grèce et de Tunisie. En 2008, BLS International a étendu ses opérations à l'international, offrant des services à l'ambassade de l'Inde dans des pays tels que l'Espagne, le Koweït, le Soudan et la Russie,.

### 2011-2015
En 2011, BLS International a ouvert des centres de demande de visa (VAC) pour l'ambassade de l'Inde aux Émirats arabes unis ainsi que pour d'autres missions diplomatiques indiennes en sie du Sud-Est. 
En 2012, la société a poursuivi son expansion en lançant des services de traitement des visas pour les ambassades de l'Inde en Arabie saoudite et à Singapour. 
Entre 2014 et 2015, BLS International a élargi ses services en les étendant à sept missions diplomatiques indiennes supplémentaires à l'étranger, incluant notamment celles aux États-Unis et au Canada.

### 2016
En 2016, BLS a remporté un contrat d'une valeur d'environ 175 millions d'euros du ministère espagnol des Affaires étrangères et de la Coopération pour l'externalisation mondiale des services de visas. Par ailleurs, la société a été chargée par le gouvernement du Pendjab, en Inde, de gérer 2 147 Seva Kendras dans le cadre d'une initiative de gouvernance électronique.

### 2017
En 2017, BLS International a diversifié ses services en proposant des services consulaires aux ressortissants afghans dans plusieurs pays du Golfe, élargissant ainsi son champ d'action au-delà de son activité principale axée sur le traitement des visas pour les Indiens,,,.

### 2018-2024
Depuis 2018, BLS International a introduit divers services à valeur ajoutée, y compris l'assurance voyage, la biométrie mobile et les services de messagerie. En 2019, la société a élargi ses activités dans la région Asie-Pacifique, notamment en Australie, en Chine et au Japon. D'ici 2021, BLS International avait adopté des technologies avancées telles que l'intelligence artificielle (IA) et l'apprentissage automatique (ML) pour optimiser les processus d'inscription biométrique et de vérification des documents. L'entreprise a également élargi ses solutions de gouvernance électronique pour appuyer les initiatives de transformation numérique.
De 2022 à 2024, BLS International a étendu ses opérations en Afrique et en Amérique latine.
En août 2024, la société a obtenu un contrat d'externalisation mondiale des visas avec le ministère des Affaires étrangères et européennes de la République slovaque. Précédemment, en mai 2023, l'entreprise avait renouvelé son contrat avec le ministère espagnol des Affaires étrangères et de la Coopération (MAEC) pour un deuxième mandat consécutif.
Durant cette période, l’entreprise a également étendu ses opérations avec plusieurs contrats régionaux. En novembre 2022, la société a commencé à fournir des services aux ambassades d'Allemagne aux États-Unis d'Amérique et au Mexique. En juillet 2023, elle a obtenu des contrats avec les ambassades d'Italie au Kazakhstan, au Sénégal, au Cameroun, à Abou Dhabi, au Pakistan et au Mali. Cela a été suivi par des contrats en février 2024 pour les ambassades de Hongrie en Algérie, au Bangladesh, au Canada, en Jordanie, à Oman, au Qatar et en Ouzbékistan. En mars 2024, la société a ajouté l'ambassade de la République tchèque au Botswana à son portefeuille,. En juillet 2024, la société a commencé à fournir des services à l'ambassade de Pologne aux Philippines. L'entreprise a commencé à fournir des services à l'ambassade du Portugal au Maroc en mai 2024.

## Inscription
Les actions de la société sont cotées à la Bourse métropolitaine, à la Bourse de Bombay et à la Bourse nationale de l'Inde.

## Acquisitions

### Starfin India Pvt. Ltd.
En août 2018, BLS International a acquis Starfin India Pvt. Ltd., une société proposant des services d'inclusion financière avec des conditions d'acquisition non divulguées.

### Zero Mass Pvt. Ltd.
En juin 2022, la société a acquis Zero Mass Pvt. Ltd., un fournisseur de services de microfinance et de soutien à l'épargne, pour 15,4 millions de dollars.

### iData
En janvier 2024, BLS International a acquis iDATA pour environ ₹ 720 crore afin de renforcer sa présence mondiale dans les services de visas et consulaires, gérant ainsi plus de 35 centres de demande de visa dans 15 pays pour les gouvernements de l'Allemagne, de l'Italie et de la République tchèque.

### Citizenship Invest
En octobre 2024, BLS International Services Ltd. a annoncé l'acquisition de 100 % des actions de Citizenship Invest (CI), une entreprise basée à Dubaï spécialisée dans les programmes d'investissement accélérés pour l'obtention de résidence et de citoyenneté dans plus de 15 pays. Le montant total de l'acquisition s'élevait à environ 31 millions de dollars, entièrement financé par les fonds internes de l'entreprise,,.

## Récompenses

### India’s Most Trusted Visa Outsourcing Services Company
BLS International a été reconnue comme «India’s Most Trusted Visa Outsourcing Services Company» lors du prix des entreprises les plus fiables d'Inde 2019. Cette reconnaissance est basée sur une recherche menée par l'International Brand Consulting Corporation, États-Unis.

### Meilleur processus opérationnel dans l'externalisation des visas
En 2019, la société a été récompensée par le prix du «Meilleur processus opérationnel dans l'externalisation des visas» lors du World Quality Congress & Awards, qui a eu lieu à Mumbai le 4 juillet 2019.

### Meilleur Centre de Facilitation des Visas
En 2018, BLS International a été distinguée par le prix du «Meilleur Centre de Facilitation des Visas» lors des Middle East Travel and Tourism Leadership Awards à Dubaï. La même année, l'entreprise a également remporté le prix de l «Excellence dans le secteur du voyage » lors des Best Practices Awards de CMO Asia à Singapour.

### Meilleure entreprise d'externalisation des services de visa en Inde
En 2017, BLS International a été honorée du titre de «Meilleure entreprise d'externalisation des services de visa en Inde» lors des India's Best Company of the Year Awards, qui se sont tenus à Mumbai.